# Walla Walla, New South Wales
Walla Walla är en ort i Australien. Den ligger i regionen Greater Hume Shire och delstaten New South Wales, i den sydöstra delen av landet, omkring 450 kilometer sydväst om delstatshuvudstaden Sydney. Antalet invånare är 581.
Runt Walla Walla är det mycket glesbefolkat, med 4 invånare per kvadratkilometer.. Närmaste större samhälle är Culcairn, omkring 15 kilometer nordost om Walla Walla. 
Trakten runt Walla Walla består till största delen av jordbruksmark. Genomsnittlig årsnederbörd är 773 millimeter. Den regnigaste månaden är mars, med i genomsnitt 98 mm nederbörd, och den torraste är oktober, med 40 mm nederbörd.